# Volkswagen Touareg
Volkswagen Touareg je středně velký sportovní užitkový vůz (SUV) vyráběný německou automobilkou Volkswagen od roku 2002. Vůz byl pojmenován podle národu Tuaregů žijících v severní Africe. Touareg s motorem V10 drží světový rekord pro největší zatížení tažené osobním automobilem. Jako součást reklamní kampaně táhl Boeing 747.

## Vývoj
Touareg (interně označen Typ 7L) byl projekt vyvinutý koncernem Volkswagen, Audi a Porsche. Cílem bylo vytvořit terénní vozidlo, které by se řídilo jako sportovní vůz. Vedoucí týmu, jenž čítal více než 300 lidí byl Klaus-Gerhard Wolpert. Výsledkem společného úsilí na projektu je to, že Touareg je postaven na platformě VW PL71 stejně jako Porsche Cayenne a Audi Q7. Vzhled, výbava a technické parametry jsou samozřejmě mezi těmito vozidly odlišné.
Volkswagen Touareg se vyrábí v bratislavském závodě Volkswagen Slovakia. Ve výrobním závodu vznikají kromě Touaregu také Porsche Cayenne a Audi Q7. Kvůli poptávce, směnných kurzech eura vůči americkému dolaru, různému ocenění výrobků a environmentální politice USA, byly do nabídky vozů pro severoamerický kontinent přidány vidlicové šestiválce (V6) a vidlicové osmiválce (V8). Tyto motory pokrývají drtivou většinu americké poptávky. Avšak v modelovém roce 2004 byl k dispozici omezený počet přeplňovaných desetiválcových vznětových motorů (V10 TDI). Později výše zmíněné motory z ekologických důvodů vyřazeny.

## První generace
Touareg je standardně dodáván s pohonem všech kol. Vozidlo má uzamykatelný mezinápravový diferenciál, který se ovládá pomocí tlačítek v interieru. Světlou výšku lze zvýšil vzduchovým odpružením, dále je možné ručně uzamknout zadní diferenciál. Díky těmto vlastnostem je auto schopné bezproblémové jízdy v terénu. Standardní světlá výška Touarega je 160 mm, v off-road módu je to 244 mm a v Xtra módu až 300 mm.

### Motorizace
|  | Zážehové motory | Zážehové motory | Zážehové motory     | Zážehové motory        |
|  | Model           | Rok             | Druh motoru         | Výkon, Kroutící moment |
|  | --------------- | --------------- | ------------------- | ---------------------- |
|  | 3.2 V6          | 2002–2004       | 3.189 cm³ V6        | 162 kW                 |
|  | 3.2 V6          | 2004-2006       | 3.189 cm³ V6        | 177kw                  |
|  | 3.6 V6          | 2004–2006       | 3.597 cm³ V6        | 177 kW                 |
|  | 4.2 V8          | 2002–2006       | 4.163 cm³ V8        | 228 kW                 |
|  | 6.0 W12         | 2005–2010       | 5.998 cm³ W12       | 331 kW, 600 Nm         |
|  | Vznětové motory |                 |                     |                        |
|  | Model           | Rok             | Druh motoru         | Výkon, Kroutící moment |
|  | 2.5 R5 TDI      | 2003–2010       | 2.460 cm³ I5 Turbo  | 128 kW, 400 Nm         |
|  | 3.0 V6 TDI      | 2004–2007       | 2.967 cm³ V6 Turbo  | 165 kW                 |
|  | 5.0 V10 TDI     | 2002–2007       | 4.921 cm³ V10 Turbo | 230 kW, 750 Nm         |

#### W12 (2005–2010)
6litrový benzínový agregát s ventilovým rozvodem DOHC, uspořádáním válců do W a 48 ventily byl původně zamýšlen pouze jako limitovaná edice vozů. Mělo se vyrobit pouze 500 kusů. 330 jednotek mělo být určeno pro saúdskoarabský trh, zbytek pro evropský. Pro americký trh nebyl určen žádný agregát. Nakonec se W12ka prodávala bez jakýchkoliv omezení výroby jako standardní motor. Podle odhadu je schopen za 5,9 sekundy dosáhnout rychlosti 100 km/h.

#### V10 (2002–2010)
Přeplňovaný vznětový vidlicový desetiválec (V10 TDI) byl v roce nabízen v USA, ale kvůli emisním předpisům byl stažen z trhu.
V10 TDI se vrátil na americký trh v pěti státech v modelovém roce 2006. Později téhož roku byl uveden na trh v dalších státech. Zpoždění bylo zapříčiněno emisními limity, které se s jiným filtrem pevných částic a nižším obsahem síry v naftě podařilo splnit. Díky zavedení přísnějších emisních limitů byl tento motor z amerického trhu opět stažen. V roce 2007 byl Touareg s tímto motorem nazván americkou Radou energetického hospodářství za "nejhorší vůz pro životní prostředí". Stalo se tak z důvodu, že jeho spotřeba v městském provozu činila 12 litrů na 100 kilometrů, na dálnici potom 10 litrů na 100 kilometrů. V roce 2009 byla kvůli tomu V10 nahrazena V6 TDI, který už emisní limity splňoval.

## Facelift

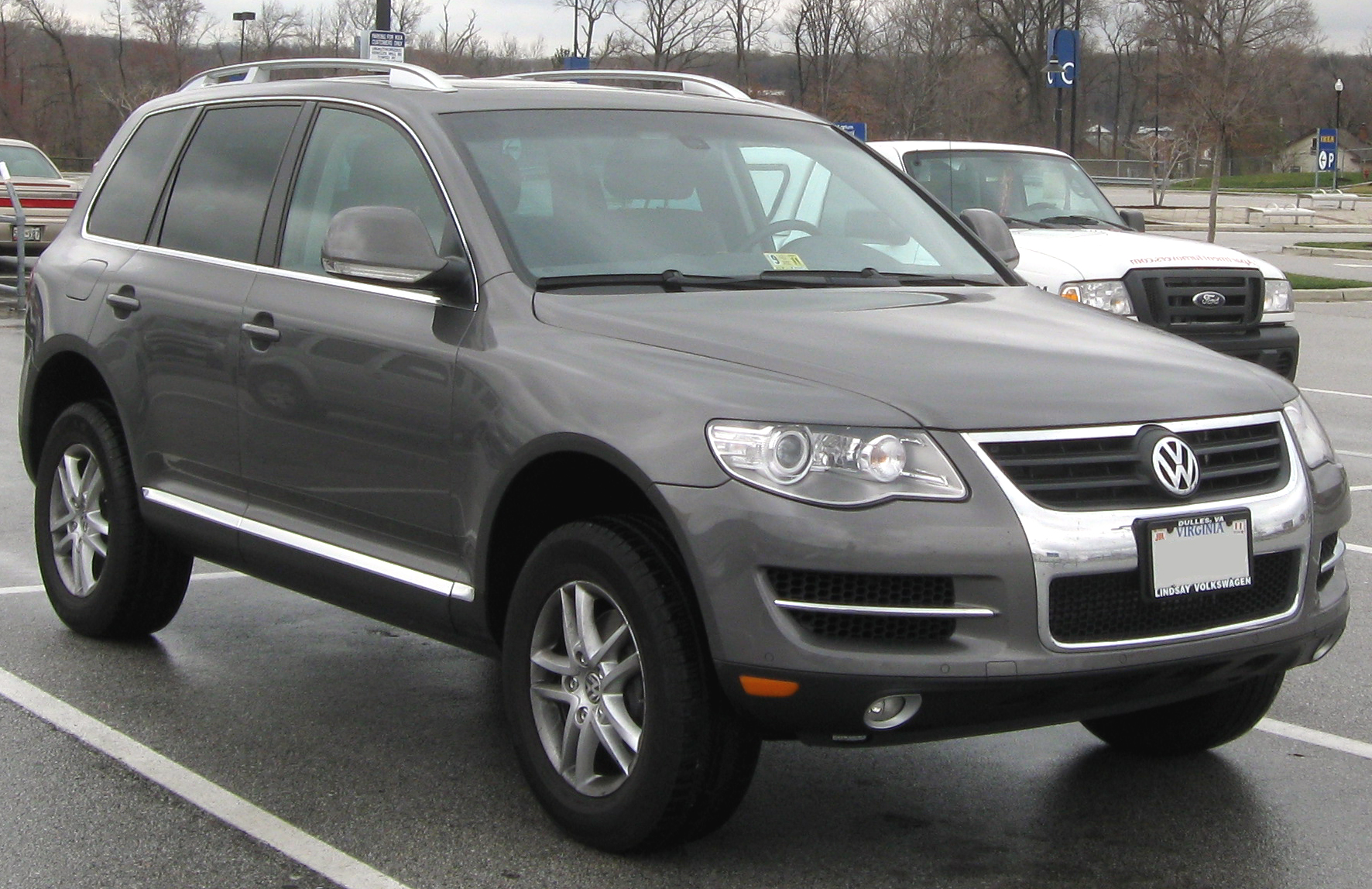
Faceliftovaný Volkswagen Touareg (US)

První faceliftovaný Touareg byl poprvé odhalen na Pařížském autosalonu v roce 2006. Na trh byl poprvé uveden v roce 2008 v Americe. Novinkou byla upravená maska. Ta nyní obsahovala ochrannou mřížku. Nový Touareg obsahoval více než 2300 upravených součástí a může se pochlubit novými technickými funkcemi:
- ABS Plus, jenž funguje ve spojení se systémem kontroly trakce a zkracuje brzdnou dráhu na nezpevněném povrchu až o 25 %;
- Adaptivní tempomat, který je schopný zpomalit, nebo dokonce zastavit auto, v závislosti na dopravní situaci;
- Systém varování při jízdě jiného vozidla v mrtvém úhlu. Systém využívá radiolokátoru umístěného v zadní části vozu. Ten zaznamenává přítomnost dalšího vozidla a vysílá signál řidiči (blikající LED diody na bočním zrcátku). V případě, kdy by jelo vedle Touarega jiné vozidlo v mrtvém úhlu a řidič by chtěl předjíždět, systém by řidiče varoval rychle blikající diodou, dokud by se dané vozidlo nedostalo do zorného úhlu řidiče Touaregu.

Touareg z roku 2007 mohl být vybaven dalšími zajímavými věcmi jako například senzorem převrácení, 620 wattovým zvukovým systémem od společnosti Dyaudio nebo novými komfortními sedadly. Všechny dieselové verze mají nyní v základu filtr pevných částic. V USA a Kanadě byl v modelovém roce 2008 faceliftovaný Touareg prodáván pod názvem Touareg 2. V roce 2009 došlo k navrácení k původnímu jménu Touareg.

### Motorizace
Americké modely zahrnovaly 3.6 V6, 4.2 V8, BlueMotion 3.0 V6 TDI. Kanadské modely zahrnovaly 3.6 V6, BlueMotion 3.0 V6 TDI.
| Zážehové motory       | Zážehové motory | Zážehové motory                | Zážehové motory               | Zážehové motory                                                             | Zážehové motory |
| Model                 | Rok             | Druh motoru                    | Výkon                         | Kroutící moment                                                             |                 |
| --------------------- | --------------- | ------------------------------ | ----------------------------- | --------------------------------------------------------------------------- | --------------- |
| 3.6 V6                | 2006–2010       | 3.597 cm³ V6 FSI               | 206 kW při 6.250 ot/min       | 360 Nm při 2.500-5.000 ot/min                                               |                 |
| 4.2 V8                | 2006–2010       | 4.163 cm³ V8 FSI               | 257 kW při 6.800 ot/min       | 440 Nm při 3.500 ot/min                                                     |                 |
| 6.0 W12               | 2005–2010       | 5.998 cm³ W12                  | 331 kW při 6.000 ot/min       | 600 Nm při 3.250 ot/min                                                     |                 |
| Vznětové motory       |                 |                                |                               |                                                                             |                 |
| Model                 | Rok             | Druh motoru                    | Výkon                         | Kroutící moment                                                             |                 |
| 2.5 R5 TDI            | 2003–2010       | 2.461 cm³ I5 turbo             | 128 kW při 3.500 ot/min       | 400 Nm při 2.250 ot/min                                                     |                 |
| 3.0 V6 TDI            | 2007–2010       | 2.967 cm³ V6 common rail turbo | 177 kW při 4.000-4.400 ot/min | 500 Nm při 1.500-3.000 ot/min manuál, 550 Nm při 2.000-2.250 ot/min automat |                 |
| BlueMotion 3.0 V6 TDI | 2009–2010       | 2.967 cm³ V6 common rail turbo | 165 kW při 3.500              | 550 Nm při 2.000-2.250 ot/min                                               |                 |
| 5.0 V10 TDI           | 2002–2010       | 4.921 cm³ V10 turbo            | 230 kW při 3.750 ot/min       | 850 Nm při 2.000 ot/min                                                     |                 |
| R50                   | 2007–2010       | 4.921 cm³ V10 turbo            | 257 kW při 3.500 ot/min       | 850 Nm při 2.000 ot/min                                                     |                 |

#### Převodovky
| Zážehové motory       | Zážehové motory | Zážehové motory                           |
| Model                 | Rok             | Druh převodovky                           |
| --------------------- | --------------- | ----------------------------------------- |
| 3.6 V6                | 2006-           | 6stupňová automatická                     |
| 4.2 V8                | 2006-           | 6stupňová automatická                     |
| 6.0 W12               | 2005-           | 6stupňová automatická                     |
| Vznětové motory       |                 |                                           |
| Model                 | Rok             | Druh převodovky                           |
| 2.5 R5 TDI            | 2003-           | 6stupňová manuální, 6stupňová automatická |
| 3.0 V6 TDI            | 2007-           | 6stupňová manuální, 6stupňová automatická |
| BlueMotion 3.0 V6 TDI | 2009-           | 6stupňová automatická                     |
| 5.0 V10 TDI           | 2002-           | 6stupňová automatická                     |
| R50                   | 2007-           | 6stupňová automatická                     |

#### R50 (2007–2010)

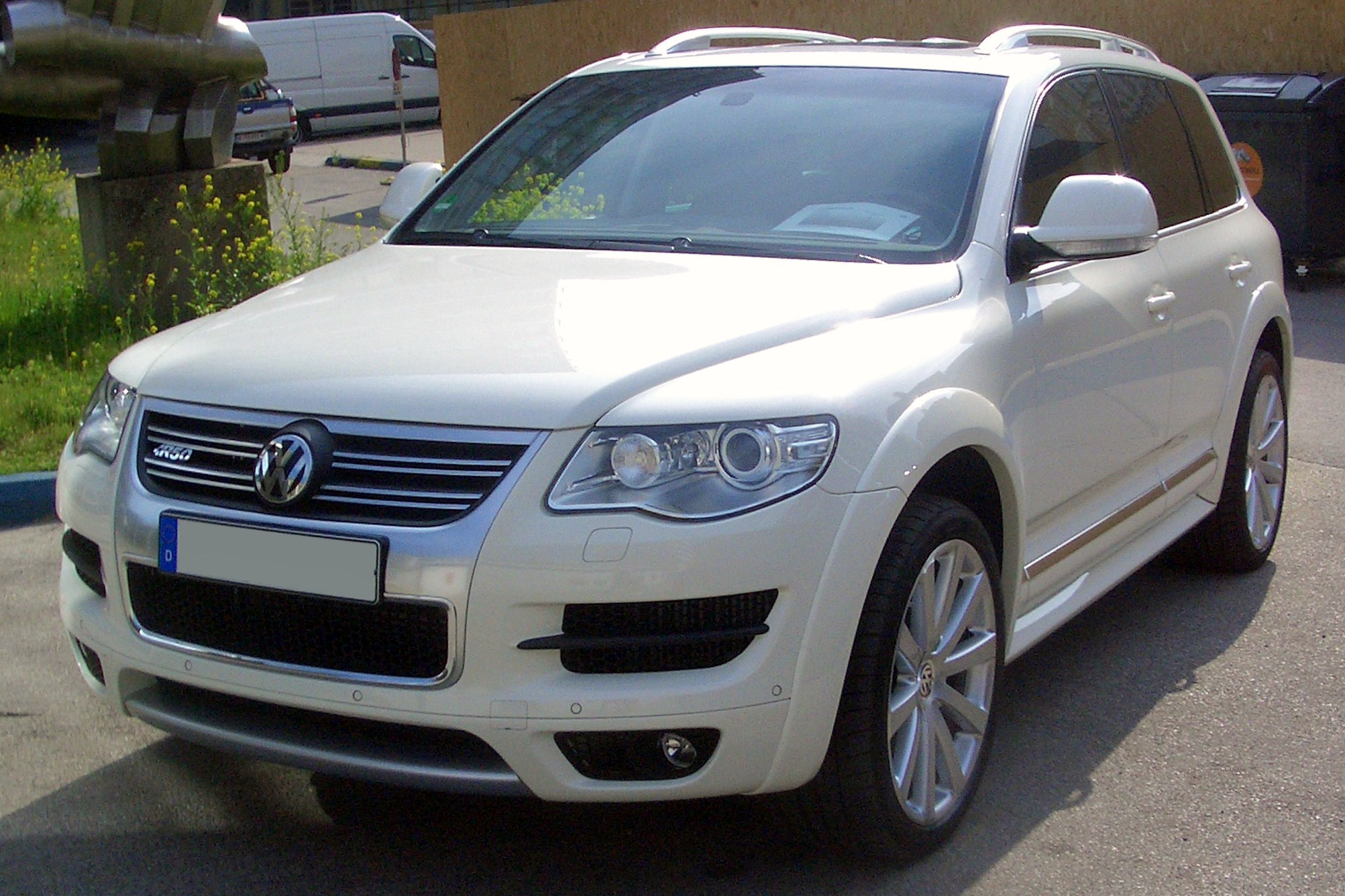
Volkswagen Touareg R50

Touareg R50 je třetím Volkswagenem, který je pojmenován "R" a vyráběn speciální divizí Volkswagenu. Další dva jsou Golf a Passat. Poprvé byl tento vůz představen na Australském autosalonu v roce 2007.
Název vozu "R50" vznikl podle zdvihového objemu motoru – 5.0 L. R50 byl tedy nabízen s přeplňovaným vznětovým desetiválcem (V10 TDI) o objemu 5.0 litrů. Motor měl výkon 257 kW a kroutící moment 850 Nm. Vůz byl schopen zrychlit z 0 na 100 km/h za 6.7 sekundy.
R50 byl standardně dodáván s 21 palcovými koly od firmy Omanyt, se sportovně vyladěným vzduchovým odpružením a čtyřzónovou automatickou klimatizací Climatronic.
Tento vůz také účinkoval v několika videohrách (např.Forza Motorsport a Forza Horizon)

#### V6 TDI (2007–2010)
Je verze s vylepšeným motorem V6 TDI. Verze z roku 2007 má vylepšený výkon na 176 kW. S tímto motorem je vůz schopen zrychlit z 0 na 100 km/h za 8.3 sekund. Díky úpravě se zvýšil rovněž kroutící moment na 500 Nm.

#### V6 TDI Clean Diesel (2009–2010)
V USA a Kanadě nahradil V10 TDI. Je to v podstatě verze V6 TDI se systémem pro selektivní katalytickou redukci (SCR). V zadní části vozidla pod rezervním kolem se nachází 17litrová nádrž, ve které je roztok AdBlue. Podle odhadu je nutné tuto nádrž znovu doplnit po ujetí 9 700 až 16 000 kilometrů. Kvůli své hmotnosti není v Touaregu skladovací katalyzátor NOX, jenž je ve Volkswagenu Jetta Clean Diesel TDI.
Touareg BlueTDI byl odhalen a ženevském autosalonu v roce 2007. Výrobní verze V6 TDI Clean Diesel byla odhalena v roce 2008 na autosalonu v Los Angeles.
Prodej této verze motoru nezačal dříve, než v roce 2009, přestože původně se měl na severoamerické trhu objevit již v roce 2008.

#### Touareg V6 TSI Hybrid (2009)
Je prototypem hybridního vozidla s benzínovým vidlicovým šestiválcem (V6) o zdvihovém objemu 2.995 cm³. Výkon je za pomoci kompresoru zvýšen na 245 kW, kroutící moment dosahuje hodnoty 440 N/m při 3.000 ot/min. Tento hybrid obsahuje elektromotor o výkonu 38 kW, kroutící moment dosahuje 300 N/m. Vozidlo disponuje osmistupňovou automatickou převodovkou. Kombinací obou motorů je možné z Touaregu dostat výkon 275 kW a kroutící moment 550 N/m. Elektromotor je poháněn 240 články o napětí 288 V, 6 Ah niklové baterie. Systém 4motion pohonu všech kol byl nahrazen samosvorným diferenciálem Torsen z Audi Q7. Důvodem byla snaha o snížení hmotnosti. Maximální rychlost elektromotoru je 50 km/h. Systém Start-stop podporuje rekuperaci kinetické energie při brzdění. Posilovač řízení a klimatizace byly upraveny tak, aby byly napájeny z baterie.

## Druhá generace
Druhá generace Touaregu (Typ 7P5) byla odhalena 10. února 2010 v Mnichově.
Do nového Touaregu, jako do prvního automobilu byly nainstalovány neoslňující dálkové světlomety. Na rozdíl od adaptivních dálkových světlometů, tento systém průběžně přizpůsobuje dosah světel a taktéž tvar paprsků. Paprsky mění svůj směr průběžně tak, aby vozidlo jedoucí před Touaregem nebylo přímo osvětlováno. Díky vysoké intenzitě světla je osvětlen prostor kolem vozu.

### Funkce
- adaptivní tempomat s funkcí Stop&go
- Asistent pro jízdu v jízdním pruhu
- Systém varování řidiče jízdy v mrtvém úhlu
- Systém varování před dopravní nehodou[18]
- 4 kamery pro zvýšení viditelné oblasti
- Adaptivní vzduchové odpružení s plynulým řízení tlumení (CDC)
- 8stupňová automatická převodovka od firmy Aisin Seiki[19]

### Motorizace
| Zážehové motory                                              | Zážehové motory | Zážehové motory | Zážehové motory               | Zážehové motory               | Zážehové motory | Zážehové motory    | Zážehové motory | Zážehové motory | Zážehové motory | Zážehové motory |
| Model                                                        | Motor           | Objem           | Výkon                         | Kroutící moment               | 0–100 km/h      | Maximální rychlost |                 |                 |                 |                 |
| ------------------------------------------------------------ | --------------- | --------------- | ----------------------------- | ----------------------------- | --------------- | ------------------ | --------------- | --------------- | --------------- | --------------- |
| V6 BlueMotion Technology VR6 FSI Sport (US)                  | V6              | 3.597 cm³       | 206 kW při 6.200 ot/min       | 360 Nm při 3.200 ot/min       | 7,8             | 228 km/h           |                 |                 |                 |                 |
| 3.0 Supercharged Hybrid V6 TSI Hybrid (US)                   | V6              | 2.995 cm³       | 245 kW při 5.500–6.500 ot/min | 440 Nmpři 3.000–5.250 ot/min  | 6,5             | 240 km/h           |                 |                 |                 |                 |
| 4.2 FSI                                                      | V8              | 4.163 cm³       | 265 kW při 6.800 ot/min       | 430 Nmpři 3.500 ot/min        | 6,2             | 250 km/h           |                 |                 |                 |                 |
| Vznětové motory                                              |                 |                 |                               |                               |                 |                    |                 |                 |                 |                 |
| Model                                                        | Motor           | Objem           | Výkon                         | Kroutící moment               | 0–100 km/h      | Maximální rychlost |                 |                 |                 |                 |
| V6 TDI BlueMotion Technology VR6 TDI Clean Diesel Sport (US) | V6              | 2.967 cm³       | 177 kW při 4.000-4.400 ot/min | 550 Nm při 2.000-2.250 ot/min | 7,8             | 218 km/h           |                 |                 |                 |                 |
| V8 TDI                                                       | V8              | 4.134 cm³       | 250 kW při 4.000 ot/min       | 800 Nmpři 1.750-2.750 ot/min  | 5,8             | 242 km/h           |                 |                 |                 |                 |
| [ 20 ]                                                       |                 |                 |                               |                               |                 |                    |                 |                 |                 |                 |

## Emisní podvod

### USA
Dne 2. listopadu americká Agentura pro ochranu životního prostředí oznámila, že rozšířila vyšetřování emisního skandálu koncernu Volkswagen též na automobily z modelových let 2014 až 2016 s šestiválcovými naftovými motory o objemu tři litry. Má se týkat asi 10 tisíc vozů Volkswagen Touareg z modelového roku 2014, Porsche Cayenne z modelového roku 2015 a Audi A6 Quattro, Audi A7 Quattro, Audi A8 a Audi Q5 z modelového roku 2016.

### Německo
Německý Spolkový úřad pro motorová vozidla (KBA) v prosinci 2017 nařídil celosvětově svolat 57 600 vozidel, neboť v nich zjistila dvě nepovolená zařízení, která zkreslovala měření emisí.

## Motorsport
Upravený Touareg vyhrál v roce 2005 DARPA Grand Challenge.

### Pikes Peak
VW Touareg TDI se zúčastnil 85. ročníku mezinárodního závodu do vrchu (Pikes Peak International Hill Climb). V závodě figurovaly Touaregy V10 TDI a V6 TDI. Vozy byly řízeny Mikem Millerem, Ryanem Acierem a Chrisem Blaisem. Aciero závod vyhrál v čase 13:17:703 a tím stanovil nový rekord pro naftou poháněné vozidlo. Miller dokončil závod na druhém místě s časem 13:25:247. Chris Blais skončil s časem 15:48:312. na třetím místě.

### Baja 500
Touareg R5 s motorem 2.5 TDI vyhrál v roce 2007 offroadový závod Baja 500. Vůz tehdy řídili Mark Miller (USA) a Ralph Pitchford (Jihoafrická republika).

### Baja 1000
Zavodní Touareg dokončil 41. ročník závodu na 13. místě ve své třídě. Vůz byl řízen Markem Millerem.
Auto bylo odhaleno v roce 2008 na autosalonu v LA.

### Dakarská rallye

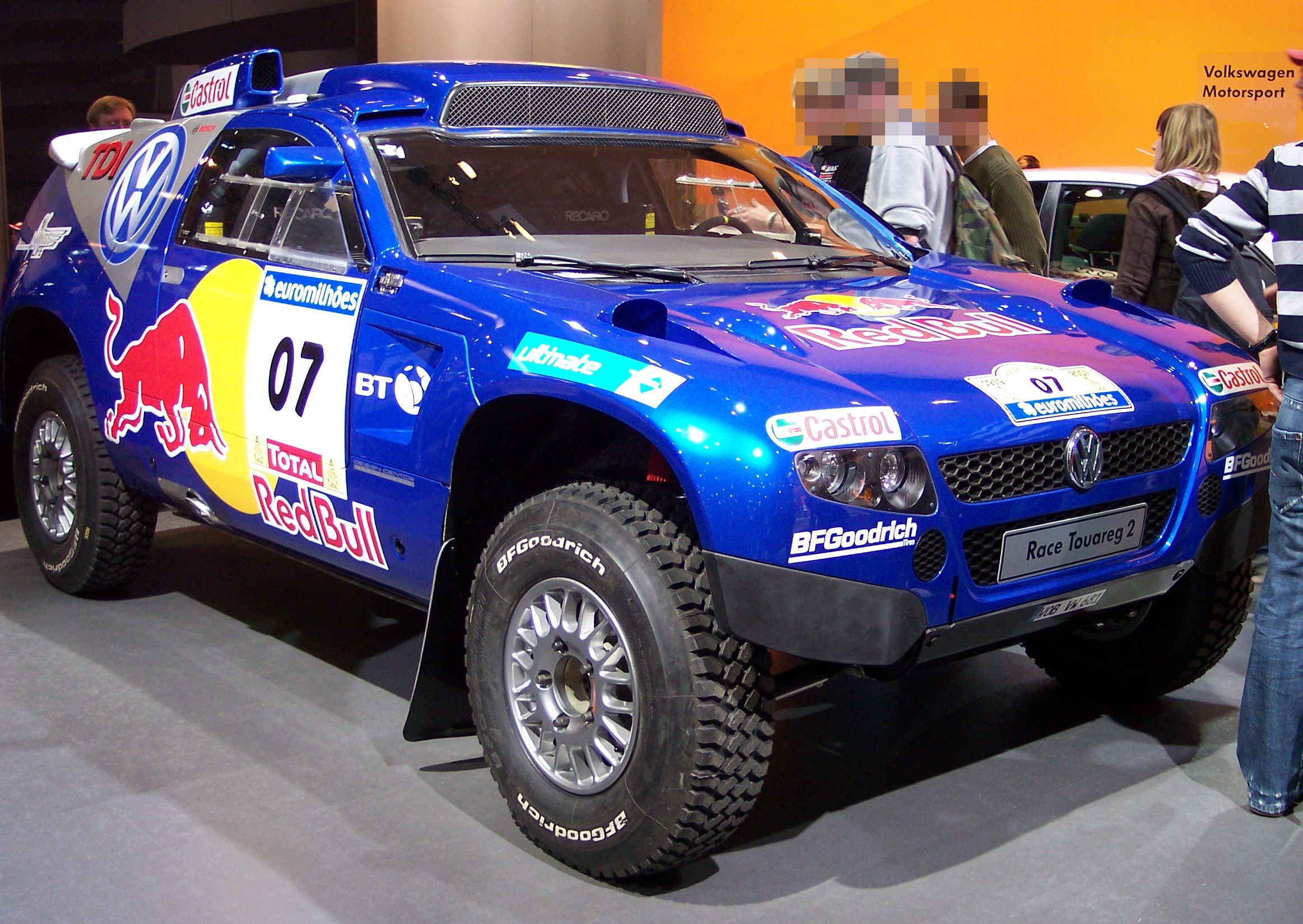
Závodní Touareg na autosalonu v Essenu v roce 2006

V roce 2003 vstoupil Volkswagen do Rallye Dakar. O vítězství bojoval ve třídě bugin s pohonem zadní nápravy. Stephane Henrard, závodní řidič a jeho spolujezdec Bobby Willis dokončili rallye na celkovém šestém místě. O rok později, v roce 2004, zde debutoval ve třídě T2 Race Touareg, jenž byl postaven divizí Volkswagen Motorsport. Bruno Saby a spolujezdec Matthew Stevenson dokončili rallye na celkovém šestém místě. V roce 2005 dojeli s tímto vozem Jutta Kleinschmidt se spolujezdcem Fabriziem Ponsem na celkovém třetím místě.
V roce 2006 dokončili Dakarskou rallye Giniel de Villiers se spolujezdkyní Tinou Thorner s vozem Race Touareg 2 na druhém místě. To bylo vůbec nejvyšší umístění vozu s dieselovým motorem. Oproti Race Touaregu má Race Touareg 2 kratší rozvor. V roce 2007 skončil Race Touareg 2 řízený Markem Millerem a Ralphem Pitchfordem na celkové čtvrté pozici. V roce 2008 vyhrál Středoevropskou rallye s tímto vozem Carlos Sainz. Konečně v 31. ročníku Rallye Dakar v roce 2009 Volkswagen dosáhl nejlepšího výsledku, V celkovém umístění obsadily tyto vozy první a druhou pozici. Kdyby dva dny před koncem rallye nehavaroval Carlos Sainz, mohly vozy Volkswagen obsadit první tři příčky, poněvadž do té doby Sainz celkově vedl.
Pohled na výkony vozů při Dakarské rallye
- 2007 Race-Touareg 2 (T2 spec) 2.5 TDI 209 kW
- 2006 Race-Touareg 2 (T2 spec) 2.5 TDI 202 kW
- 2005 Race-Touareg (T2 spec) 2.5 TDI 191 kW
- 2004 Race-Touareg (T2 spec) 2.3 TDI 170 kW
- 2003 Tarek 1.9 TDI 160 kW

## Ocenění
Touareg byl magazínem Car and Drive oceněn jako nejlepší luxusní SUV roku 2003. Časopis Motor trend ocenil Touarega nejlepším autem roku 2004 a za rok 2005 byl oceněn časopisem "Four Wheeler" za nejlepší automobil s pohonem všech kol.

## Vady
Podle některých informací měla první generaci Touaregu předčasně selhávat ložiska. Tato vada se vyskytla po ujetí 100 000 kilometrů, tedy po uplynutí záruky. Prodejci doporučují buď montáž neoriginálních ložisek, nebo výměny celé hnací hřídele.
Některé australské Touaregy byly povolány do servisu kvůli problémům se zámky u zadních pásů.